# Tom Dey
Pour les articles homonymes, voir Dey.
Thomas Ridgeway Dey, connu sous le diminutif Tom Dey, né le 14 avril 1965  à Hanover, au New Hampshire, est un réalisateur et producteur de cinéma américain.

## Biographie
Tom Dey obtient un diplôme à l'École Choate (maintenant Choate Rosemary Hall) à Wallingford (Connecticut), puis à l'université Brown, et finalement à l'American Film Institute à Los Angeles.

## Filmographie

### Comme réalisateur

#### Au cinéma
- 2000 : Shanghai Kid (Shanghai Noon)
- 2002 : Showtime
- 2006 : Playboy à saisir (Failure to Launch)
- 2010 : Marmaduke

#### À la télévision
- 1998 : Les Prédateurs (The Hunger) (série télévisée, 1 épisode)[1]